# Премана
Премана (итал. Premana) — коммуна в Италии, располагается в регионе Ломбардия, подчиняется административному центру Лекко.
Население составляет 2254 человека, плотность населения составляет 68 чел./км². Занимает площадь 33 км². Почтовый индекс — 22050. Телефонный код — 0341.
Покровителем коммуны почитается святой Дионисий Медиоланский.